# Laurent Fabius
Laurent Fabius (16° arrondissement - Paris, 20 de agosto de 1946) é um político francês. Neste momento, ele foi ministro dos Negócios Estrangeiros desde 16 de maio de 2012 até 11 de fevereiro de 2016, nos Governos de Jean-Marc Ayrault (I e II) e depois Manuel Valls (I e II), sob o governo do presidente François Hollande. Ocupou o cargo de primeiro-ministro da França, entre 17 de julho de 1984 a 20 de março de 1986.

## Honras
- Grã-Cruz da Ordem Nacional do Mérito
- Grande Oficial da Legião de Honra
- Oficial da Ordem Nacional do Quebec
- Grã-Cruz da Ordem do Infante D. Henrique
- Cavaleiro da Grã-Cruz da Ordem do Mérito da República Italiana
- Grã-Cruz da Real Ordem do Mérito Norueguesa
- Grã-Cruz da Ordem da Estrela da Romênia